# 1946 în științifico-fantastic
- 1945 în științifico-fantastic — 1946 în științifico-fantastic — 1947 în științifico-fantastic

1946 în științifico-fantastic a implicat o serie de evenimente:

## Nașteri și decese

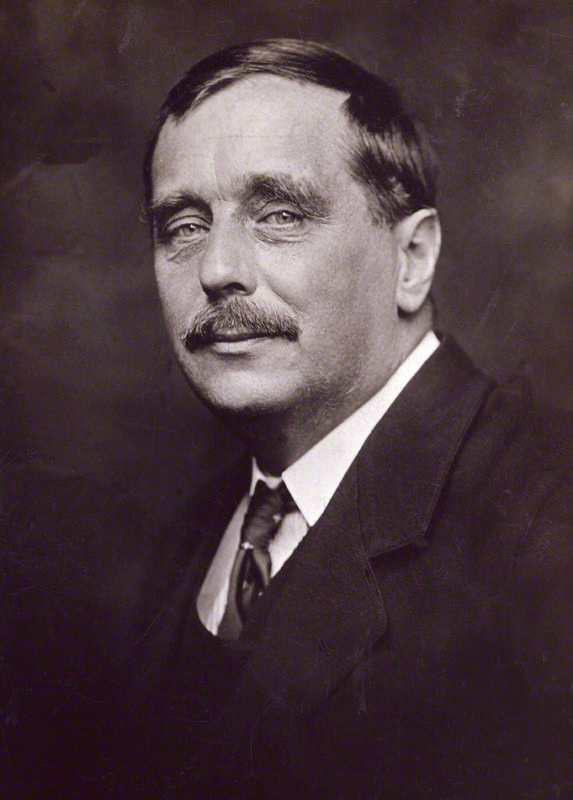
H. G. Wells (1866 - 1946)

### Nașteri
- Robert Lynn Asprin (d. 2008)
- Julian Barnes
- Saul Dunn
- Alan Dean Foster
- Mark S. Geston
- Janet Kagan (d. 2008)
- Falk-Ingo Klee
- Elizabeth A. Lynn
- Bruce McAllister
- Michael McCollum
- Thomas F. Monteleone
- Janet Ellen Morris
- Geo. W. Proctor (d. 2008)
- Harald Pusch
- Rudy Rucker
- Michael Shea (d. 2014)
- Josepha Sherman (d. 2012)
- L. Neil Smith
- Steven G. Spruill
- Andrew Stephenson
- Howard Waldrop
- Francis Paul Wilson

### Decese
- Paul Adler (n. 1878)
- Diedrich Bischoff (n. 1866)
- Salomo Friedlaender (n. 1871)
- Robert Heymann (n. 1879)
- Paul Lincke (n. 1866)
- Karl Hans Strobl (n. 1877)
- H. G. Wells (n. 1866)

## Cărți

### Romane
- Omul din Marte  de Stanisław Lem
- Escape on Venus de Edgar Rice Burroughs

### Colecții de povestiri
- Adventures in Time and Space, antologie editată de Raymond J. Healy și J. Francis McComas
- The Best of Science Fiction, antologie editată de Groff Conklin.

### Povestiri
- "Vintage Season" de Catherine L. Moore și Henry Kuttner

## Filme
| Titlu                | Regizor                         | Distribuție                                                      | Țara                       | Sub-Gen /Note         |
| -------------------- | ------------------------------- | ---------------------------------------------------------------- | -------------------------- | --------------------- |
| The Crimson Ghost    | Fred C. Brannon, William Witney | Forrest Taylor, Dale Van Sickel, Linda Stirling, Charles Quigley | Statele Unite ale Americii | Serial cinematografic |
| The Flying Serpent   | Sam Newfield                    | George Zucco, Ralph Lewis, Hope Kramer                           | Statele Unite ale Americii | Cercetător nebun      |
| The Mysterious Mr. M | Lewis D. Collins, Vernon Keays  | Richard Martin, Pamela Blake, Dennis Moore                       | Statele Unite ale Americii | Serial cinematografic |
|                      |                                 |                                                                  |                            |                       |